# Jean-Yves Ferri
Jean-Yves Ferri (Mostaganem, 20 aprile 1959) è un fumettista francese.

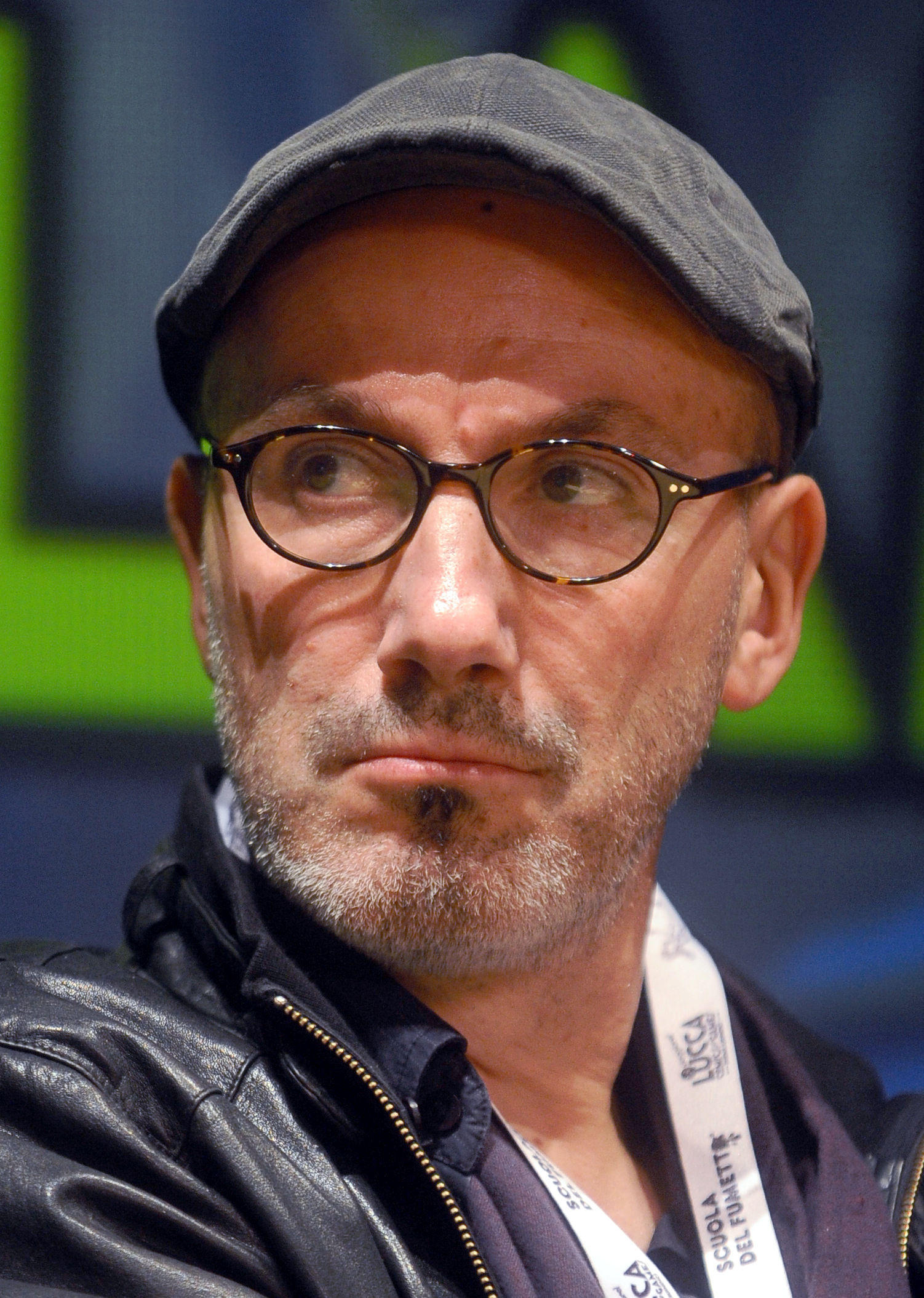
Jean-Yves Ferri a Lucca Comics & Games 2015

Attivo sia come sceneggiatore che come disegnatore, lavora nel campo delle Bande dessinée dal 1990, e dal 1993 collabora alla rivista Fluide glacial. Nel 2011 è stato scelto dalla casa editrice Hachette Livre come sceneggiatore del trentacinquesimo albo di Asterix, la celeberrima serie creata da René Goscinny e Albert Uderzo, divenendo così loro successore insieme al disegnatore Didier Conrad.

## Biografia e carriera
Nato nel 1959 nel sud-est della Francia (lui stesso ha ironicamente dichiarato di essere "nato in una capanna sul bordo di un campo d'avena"), fin da giovanissimo si interessa al mondo del fumetto, e dal 1990 inizia a realizzare illustrazioni in libri per bambini. Nel 1993 inizia a collaborare con la rivista francese di fumetti Fluide glacial, con la quale crea a partire dal 1996 la serie Fables Autonomous, la sua prima opera di largo respiro, di cui realizza sia la sceneggiatura che i disegni. La sua seconda opera è la serie Aimé Lacapelle, pubblicata in quattro volumi dal 2000 al 2007 sempre per Fluide glacial, e che nuovamente lo vede autore di testi e sceneggiatura.
Dal 2002 inizia inoltre la creazione della fortunata serie Le Retour à la terre, di cui realizza solo la sceneggiatura e i testi per i disegni del collega e amico Manu Larcenet. La serie prosegue fino al 2008, con cinque volumi. Sempre con Lacernet realizza altri fumetti, quali la serie in due volumi Le sens de la vis (2007 e 2010) e il volume sperimentale Correspondances.
Il 2009 lo vede tornare ai disegni con il volume De Gaulle à la plage, che ha per protagonista una scanzonata versione parodistica di Charles de Gaulle e che è stato selezionato fra le opere finaliste al Festival d'Angoulême 2009.
Nel 2011 viene annunciato insieme al disegnatore Didier Conrad come successore di Albert Uderzo alla serie Asterix, per la quale realizza la sceneggiatura del trentacinquesimo albo, Asterix e i Pitti, pubblicato nell'ottobre 2013.

## Opere
- Fables autonomes, Audie (sceneggiatura e disegni)

1. Tome 1, 1996
2. Tome 2, 1998

- Aimé Lacapelle, Audie (sceneggiatura e disegni)

1. Je veille aux grains, 2000
2. Tonnerre sur le sud-ouest, 2001
3. Poules rebelles, 2003
4. Bêtes à bon diou, 2007

- Le Retour à la terre (sceneggiatura), con Manu Larcenet (disegni), Dargaud, coll. « Poisson Pilote » :

1. La Vraie Vie, 2002.
2. Les Projets, 2003.
3. Le Vaste Monde, 2005.
4. Le Déluge, 2006.
5. Les Révolutions, 2008.

- Revoir Corfou, le recueil des dessins hors-séries, collection Azote Liquide, Audie, 2004

- Correspondances (sceneggiatura e disegni), con Manu Larcenet (testi e disegni), Les Rêveurs, coll. « M'as-tu vu », 2006.

- Le Sens de la vis (sceneggiatura), con Manu Larcenet (disegni), Les Rêveurs, coll. « M'as-tu vu »,

1. tome 1: Le Sens de la vis (2007)
2. tome 2: Tracer le cercle (2010)

- De Gaulle à la plage, Dargaud, coll. « Poisson Pilote », 2007.

## Premi e riconoscimenti
- 2005 - Prix Virgin (per Le Vaste Monde)
- 2005 - Prix de l'Humour noir Grandville (per Revoir Corfou)
- 2008 - Prix Jacques Lob (per la carriera)
- 2009 - incluso nella Sélection officielle del Festival d'Angoulême (per De Gaulle à la plage)